# 電脳戦機バーチャロンシリーズの登場キャラクター
電脳戦機バーチャロンシリーズの登場キャラクターでは、ゲーム『電脳戦機バーチャロン』シリーズやその関連作品に登場するキャラクターについて解説する。

## 概要
『電脳戦機バーチャロンシリーズ』はアーケードの対戦アクションゲームを中核として展開が行われてきた。これらのアーケード用作品では詳細なバックストーリーが設定されているものの、ゲーム本編では明確なストーリーは描かれず、パイロットのキャラクターも設定されていない。一方、これらの設定は小説や漫画、ドラマCD、プラモデルの解説書などの関連作品に反映され、様々な媒体で断片的なストーリーが発表されるメディアミックス展開が行われてきた（詳細は「電脳戦機バーチャロン#関連商品」を参照）。
また、家庭用ゲーム作品『電脳戦機バーチャロンマーズ』ではバーチャロンシリーズのゲーム作品では初となるストーリーモードを導入し、明確な形で登場人物が物語に関わる内容となっており、過去のメディアミックス作品に登場した登場人物も数多く登場している。
『第3次スーパーロボット大戦α 終焉の銀河へ』ではテムジン747Jのパイロットとして設定されたオリジナルキャラクターであるチーフのほか、イッシー・ハッター軍曹やフェイ・イェンが参戦している。『スーパーロボット大戦K』ではそれに加えてクリアリア・バイアステン、薔薇の三姉妹、ギル、レドン、タングラム、ダイモンといった『マーズ』に登場しているキャラクターたちが参戦した。

## 企業国家
ディフューズ・アルフレート・ド・アンベルIV
声 - 置鮎龍太郎
書籍作品『SCHEMATIC』『真実の璧』『FRAGMENTARY PASSAGE』やドラマCD、および『フォース』などに登場する人物。電脳歴社会に強い影響力を持つoverlordと呼ばれる存在。5極(家？)居るオーバーロードの4極であるアンベル家14代目当主。オーバーロードにしては珍しく人間型アバターで行動することが多く、我儘と悪戯な言動で周りを振り回す事がおおいトラブルメーカー。彼の存在は見た目通りなのか高度に発達したコンピュータなのかは不明。マーズでは打撃艦隊フォースの総司令官および薔薇の三姉妹の上司として名前のみの登場。

トリストラム・リフォー
『真実の璧』に登場。フレッシュ・リフォーの盟主であったが、何者かに暗殺される。『マーズ』では、この暗殺がダイモンの差し金であったことがリリンの口から語られている。
リリン・プラジナー
声 - ゆかな
プラジナー博士の娘にして第8プラント盟主トリストラム・リフォーの養女であり時空因果律制御機構タングラムの開発者でもある、プラジナー博士失踪後トリストラム・リフォーの養女となるが、VC.9f～VCa0年頃の未完成のタングラム起動事件後タングラムに自我を与え逃走させたことでトリストラム・リフォーによってその責任を問われ第9プラント内に軟禁されていた。トリストラム・リフォーが何者かの手によって暗殺され、更に行方を眩ませていたアンベルIVのTSCへの帰還もあり窮地に立たされていたフレッシュ・リフォー上層部によって招聘され15歳という異例の若さでフレッシュ・リフォーの盟主に就いた。書籍作品『真実の璧』では明晰な頭脳で組織を取りまとめ、『FRAGMENTARY PASSAGE』では白虹騎士団の設立にも携わる。その数年後にはフレッシュ・リフォーを退き、ダイモン討伐という真の目的を隠したまま、火星圏の秩序を守るための警察組織という名目で「MARZ」を設立する。
『マーズ』では物語後半においてMARZの総帥という正体を伏せたまま、主人公専属のオペレーターとして登場。明朗闊達に振舞いつつ、任務の合間にダイモンの正体に関する情報や自らの身の上を語っていく。終盤では自らの正体とMARZの真の設立理由を明かし、威厳ある態度で最後の任務を主人公に命じる。
そんな彼女ではあるが少々ドジっ娘の気があり、『マーズ』後半にて、素性を隠した上での専属オペレーター就任の挨拶の時、言葉遣いでうっかり自分の正体を公開しかけたり、自宅にてトリストラム・リフォーとの会見に臨む際に、約束の時刻を寝過ごした上に身支度を焦って転んでしまう等がある。
父であるプラジナー博士が作り出したオリジナルバーチャロイド、オリジナル・フェイ・イェンことファイユーブ及びオリジナル・エンジェランであるアイス・ドールとは姉妹の関係にあたり、同盟関係として度々協力を要請している。

## 科学者
プラセンジット・プラジナー博士
リリン・プラジナーの実父にして、0プラントで三柱のオリジナルVRを生み出した人物。Vクリスタルがもたらす災厄に対抗することをオリジナルVRに託して失踪中。
Dr.ワタリ
声 - 土師孝明（ドラマCD）
『COUNTER POINT 009A』に登場。モデルはバーチャロンシリーズのプロデューサーである亙重郎。この作品以来、亙のニックネームにもなっており、本人も公式サイトでこのように名乗ることがある。ドラマCDの設定ではタク/ノブと同じく電脳歴の世界の住人ではなく、20世紀末の日本人。プラジナー博士とのなにかしらの接点があることを匂わせるメッセージをフェイ-イェン（ファイユーブ）に対して残している。
アイザーマン博士
第6プラント、サッチェル・マウスを掌握し、サイファー、マイザー、スペシネフ、景清といった数々の奇抜なVR開発を手がけ、他に先駆けてVR用の定位リバースコンバートシステムYS99や惑星間の大規模転送ターミナル「ペネトレーター」の実用化に成功した人物だが周囲の実験による被害を気にせず実験を強行するため何かと問題のある人物。Y・Z・Rと三人存在し、彼女「ら」自身はそれぞれ記憶を共有した三人で一人の『並列三躯連環体』と呼ばれる存在である。極めて気まぐれで矛盾した言動の持ち主だが、この3者で1体という存在である事も大きい。前歴は謎に包まれているが0プラント関係者だったと推測されている。0プラントで数々の業績を遺したプラジナー博士に対しての対抗意識が強く、彼の娘であるリリン・プラジナーに対しても敵対的である。
主に対外的なスポークスマンとして表舞台に出るのは、少女のようで中性的な外見を持つZ体。

## DNA所属
赤澤徹(敵A) / 毒島三郎(敵B)
声 - 三木眞一郎 / 有馬克明
フェイ-イェン捕獲作戦を描いた『CyberNet Rhapsody』『COUNTER POINT 009A』に登場したベルグドル乗り。ドラマCDでは名前すら与えられない、完全な雑魚扱いであった。だがコトブキヤ製ベルグドルのプラモデルの説明書では、サンドサイズ戦役においてDNAパイロットの中で初めて第2世代型アファームドに有効打を与えたパイロットして紹介されており、実は優秀（極秘任務であるフェイ-イェン捕獲作戦に参加するのだから当然だが）であることが明かされている。本名もこの時に公表された。

## S.H.B.V.D.隊員
ライデン系列機体で構成された精鋭部隊「S.H.B.V.D.」(旧称：特殊重戦闘VR大隊）の隊員たち。
ミミー・サルペン
声 - 三石琴乃（ドラマCD）
『Dr.ワタリのバーチャロン講座』や副読本『SCHEMATIC』、小説『One-Man Rescue』などの書籍作品やドラマCDに登場した女性隊員。『マーズ』では名前のみの登場だが、ギル少尉やレドン軍曹にとって苦手な上官である。初登場時は軍曹、『One-Man Rescue』では准尉、『マーズ』では大尉と、年を追うごとに昇進している。
真面目で責任感が強い性格で、指揮官としても有能。その為か、厄介事はたらい回しになった後に大体彼女のところに回って来る。だが想定外の出来事には滅法弱く、「COUNTERPOINT 009A」におけるフェイ・イェン捕獲作戦時のフェイイェンの行動(主に「変身」時)には取り乱して支離滅裂になる程だった。ただしキレると逆に冷静になって、非常時に物事をはっきりさせない上司を、非殺傷モードの銃でぶっ飛ばして指揮権を奪うなど容赦ないタイプ。
余談ではあるが、バイモルフが関わるとだいたい碌な目にあった例がないほどの被害者になる。
ピエゾ・バイモルフ
元バイパー乗りという経歴を持つ隊員。独創的な戦闘センスを持ち、第2世代型ライデンの特殊技であるオートイジェクションは彼がOMGでの戦闘中に思いついたアイディアが元になっている。小説『One-Man Rescue』ではOMGで失ったライデン210号機に代わる新たな機体を獲得すべく、DD-05で第2世代型ライデンのテストパイロットを務める。
パイロットとしての実力は確か。ただ、『問題児』と称されるほど性格に難があり、自身を「特別な存在」と信じていて尊大で自分勝手、そのうえ情緒不安定な面を持つ駄々っ子なうえに女好き。自分を評価しなかったリットー大尉を「死んで当然」などと言っている。
エルデン・リットー
副読本『SCHEMATIC』、小説『One-Man Rescue』などの書籍作品に登場した。O.M.G.時は少尉、One-Man Rescue時には大尉に昇進している。One-Man Rescueの舞台であるサンドサイズ戦役にてミミー・サルペンらの上官としてS.H.B.V.D.を指揮していたが第2世代型アファームドとの戦闘により戦役序盤にて戦死している。乗機はライデン205号機、One-Man Rescueの頃にはパイロットに合わせてS.H.B.V.D.所属のライデン各機はカスタマイズが進んでいるが、それだけでなく彼の乗機のライデン205号機はリットースペシャルと呼ばれる特殊な武装類を持つ。
黒輝大地
声 - 山口勝平（ドラマCD）
ドラマCD『COUNTERPOINT 009A』に登場。バーチャロイドパイロットとして育成されたマシンチャイルドで、コードネームは「ブラックオニキス」。乗機はバイザー、胸部、膝等部位が金色で全身は黒塗りの専用のライデン234号機でオリジナルフェイ-イェン捕獲作戦に参加。マシンチャイルドとして育てられたためか余り感情を表に出さない。彼女に接触するも、自由気ままに振る舞う彼女の性格に翻弄され「お前と一緒にいるとろくな事がない」、と言いつつも自分をコードネームではなく「大地」と呼んでくれた彼女に、「自分の任務は変わらない」と言いながらも(多少ながら)好意を持つようになった。
ダッシュ・プロンガー
小説『One-Man Rescue』に登場。階級は曹長で仕事人を自称しており、兵站業務や部隊内経理等も手がける、乗機は機動性を重視したカスタマイズが施されたライデン189号機およびテムジン四之影。
ステフォン・アイボリー
小説『One-Man Rescue』に登場した小柄で色白な若き兵士で階級は軍曹。戦死したエルデン・リットー大尉のライデン205号機を譲り受けるが、型破りなカスタマイズが施された同機の扱いに悩む。RNAのi-ドルカスによる基地への地下侵略作戦の迎撃の際に負傷し前線より離脱している。アリボリー軍曹離脱後の205号機はイッシー・ハッター軍曹が搭乗している。
クレッグ・ブラゴ
小説『One-Man Rescue』に登場。S.H.B.V.D.のベテランパイロットでライデン127号機のパイロット。階級は軍曹。サンド・サイズ作戦1日目にプロンガーと共に第2世代型アファームドと交戦、アファームドが投げたマチェットがコクピット部に突き刺さり死亡。
トレバー・カントス
小説『One-Man Rescue』に登場。S.H.B.V.D.のベテランパイロットでライデン144号機のパイロット。階級は軍曹。サンド・サイズ作戦に参加し戦い抜くも敵襲の際にライデンに搭乗する際に機体のセッティングに戸惑っていたハッターに声をかけるもその直後に着弾したナパーム弾の爆炎を受け前身を焦がし死亡。
アスコーン
声 - 中嶋聡彦（ドラマCD）
ドラマCD『COUNTERPOINT 009A』、副読本『SCHEMATIC』に登場。階級は大尉、特殊重戦闘VR大隊の指揮官でドラマCDでは黒輝大地、ミミー・サルペンらに指令を出す上官として登場した。O.M.G.にてO.M.G.本隊突入のための遺跡発掘用シャフト防衛戦にて特殊重戦闘VR大隊を指揮し奮戦したが、第1世代型アファームドのビームトンファーの一撃をコックピットへ受け戦死した。乗機はライデン200号機。
ギル
声 - 飯塚昭三（マーズ）
『マーズ』に登場。ダイモンが提示した儲け話に独断で加担し、レドン軍曹を伴ってMARZと敵対する。搭乗機は橙と紺のパーソナルカラーのライデン512[gfk]E1。512E1はあまり近接戦闘に向かない機体とされるが、ギルのライデンは積極的に距離を詰め、近接格闘やダッシュ近接を仕掛ける独特の動きをする。
レドン
声 - 折笠愛（マーズ）
『マーズ』に登場。気の弱い性格で、ギルに唆されダイモンに加勢する。
搭乗機は黒いパーソナルカラーのライデン512[gfk]E2。

## サッチェル・マウス
マシュー大佐
フルネームはガキバ・マシュー。アイザーマン博士の盟友にして、機動力に優れた可変機体サイファー・マイザー戦隊を主力とした「神出鬼没」のマシュー艦隊を率いる指揮官でもある。
かつては己の名も知らぬメンタルモジュールの実験台であり、そのメンタルモジュールを使い潰されて名前も自己も失った所をアイザーマン博士に拾われ、精神体としてサッチェル・マウス内に囚われていた。しかし後日脱走して地球のT.A.I.へ逃走、そこでコリンズ大尉の体をのっとりRNAの暗躍に加担する。その後博士の手によってサッチェルマウスに連れ戻されるが、彼の「寂しさ」を理解した(と言う話の)アイザーマン博士から新たな体と「ガキバ・マシュー」の名前を与えられた。
アイザーマン博士
詳細は科学者#アイザーマン博士を参照。

## RNA所属
三日月鹿之助
『One-Man Rescue』に登場。捕虜交換要員としてS.H.B.V.D.に送り込まれる。RNA陣営ながらDNA陣営であるS.H.B.V.D.所属のダッシュ・プロンガーと元から繋がりがあり、サンドサイズ戦役佳境の緊急時に独自のルートを持ってして0プラント由来のシャドウVRであるテムジン「四之影」を手配することができる等謎の多い人物である。搭乗機はバイパーIIに可変機構を組み込んだ試作機、バイパー540SH。
ロウ・マイヤー
『FRAGMENTARY PASSAGE』に登場。キャリアを積んで引退も視野に入れていたベテランの傭兵だったが、資産管理を委託していた管理業者が貯蓄した資産の多くを資産運用に失敗し焦げ付かせて損失してしまったために引退することができず傭兵としての業務継続を選び、RNAと契約している。階級は軍曹。S.H.B.V.D.所属のライデンをシバルバー付近で撃破した際に高いV.ポジティブ値から目を付けられ、「ヤガランデの供儀」の生贄にされる。搭乗機は森林迷彩が施されたアファームド・ザ・バトラーだが前述のライデンとの戦闘による影響で川の潮流に乗って戦闘区域離脱後稼動不能となり、徒歩で逃亡中に発見した第1世代型アファームドを修理して乗り換える。
プラモデル「TG-11-M ガラヤカ きゅいーん・ふろむ・ざ・すかい」の解説書に再登場し、ガラヤカで構成された部隊で、大勢の幼児に混じって見習い軍曹をしていることが語られている。

## 薔薇の三姉妹
アンベルIVの直属の女性チームで、バイパー系列の機体（バイパーII、サイファー、マイザー）を愛用する。メンバーの姓はそれぞれ英語で「牙（ファング）」「咬む（バイト）」「毒（ポイズン）」を意味する言葉になっており、こうした彼女たちの名前や3機の息の合った連携と容赦の無い戦い方から、いつしか「毒蛇三姉妹」という通称で呼ばれるようになっていった。だが、当の彼女たちはこの通り名で呼ばれるのをとても嫌っており、「毒蛇」と呼ばれた途端に不快感を露にするばかりか、場合によっては更に容赦の無い戦い方に変貌して相手を死に追いやる程に激怒する。
シルビー・ファング
声 - 折笠愛
ドラマCD『COUNTERPOINT 009A』でアンベルIVの秘書として初登場。O.M.G.によるアンベルIVの失脚に伴いシルビーもどん底の人生を歩むことになるが、小説『FRAGMENTARY PASSAGE』では「三姉妹」のリーダーに任命されてサイファー2000に搭乗する。『マーズ』ではマイザー・デルタのバリエーション機を駆り、アンベルの意向に反して主人公の実力を試そうとし、その後も遺恨を引きずって敵として登場する。いずれの作品でも、搭乗機には「フェアービアンカ」という機体名が与えられている。
デボラ・バイト
声 - 川崎恵理子
小説『FRAGMENTARY PASSAGE』や『マーズ』に登場。荒っぽい口調で好戦的な性格。
『FRAGMENTARY PASSAGE』では爆撃能力を与えられたバイパー540TGS、『マーズ』ではマイザー・デルタのバリエーション機を駆る。いずれの搭乗機にも「エヴリン」という機体名が与えられている
ジェニファー・ポイズン
声 - 折笠富美子
小説『FRAGMENTARY PASSAGE』や『マーズ』に登場。おっとりした口調を装っているが、三姉妹の仲間の目が届かない場所では独自の謎めいた行動を見せる。『FRAGMENTARY PASSAGE』ではセンサーを強化されたバイパー540TGA、『マーズ』ではマイザー・デルタのバリエーション機を駆る。いずれの搭乗機にも「シャルロッテ」という機体名が与えられている。

## 白虹騎士団
シャドウ討伐部隊「白虹騎士団」に所属する人物。
レオニード・マシン
白虹騎士団筆頭にして、シャドウ事件最初の被害者でもある伝説の人物。
インター・バスケス
『FRAGMENTARY PASSAGE』に登場。第2世代型テムジンのテストパイロットであったが、テスト中に自分自身のシャドウと遭遇。以後、シャドウと戦うために白虹騎士団に入団、後に三番隊筆頭の役職に就く。
クリアリア・バイアステン
声 - 辻谷耕史
『マーズ』で登場。登場時の役職は護焰隊筆頭。月面でのシャドウ発生率の増加と主人公の関連を疑いつつもその身を案じ、僚機としてしばらく同行する。搭乗機体は白虹騎士団の専用機である純白の機体、テムジン Type a8（ホワイトナイト）護焰隊筆頭機。
後に発売された「テムジン 747-FF ファイアフライ」のプラモデルに付属する解説では、彼がリリン・プラジナーの信望者であったことが語られている。
『スーパーロボット大戦K』にも参戦。終盤に登場すると共にシャドウ殲滅の名目に主人公たちに同行し、仲間として共に戦う事になる。彼の専用BGMはテムジンステージBGMの「In the Blue Sky '01」。チーフ専用BGM「In the Blue Sky」がバーチャロンマーズ由来のスパロボアレンジ風になのに対して、こちらはバーチャロンフォースの原曲寄りになっている。
マジデン・ツェーグ
プラモデル「テムジン 747-FF ファイアフライ」の解説書に登場。「ヤガランデの供儀」の発覚と総帥リリン・プラジナーの追放により白騎士としての矜持を失った「破戒騎士」。シャドウ殲滅の為に与えられた白虹騎士団専用機を用い、騎士団を離脱し一般の限定戦争に出場することで個人的な利益を得ていた。その討伐としてテムジン ファイアフライが差し向けられる。名前の由来は「マジで強ぇ」。

## MARZ
フレッシュ・リフォーを脱退したリリン・プラジナーが組織した特務機関。火星圏の治安を維持する警察組織という建前で運営されているが、その真の設立目的はダイモンの討伐である。『マーズ』の作中ではイッシー・ハッター軍曹もここに所属している。
主人公（デフォルト名なし）
『マーズ』の主人公。名前はゲーム開始時にプレイヤーが設定することになっており、経歴などの設定は語られず、顔や年齢や性別も不明、作中では台詞を一言も発しない。ゲーム開始時には搭乗機としてテムジン707Sを与えられているが、乗り換えは可能であり定まった搭乗機はない。
火星戦線の治安維持任務の途中でダイモンの策略に巻き込まれる。MARZの真の目的がダイモンの討伐であることは知らされておらず、その後本人の意思と関係なく戦場を転々とすることになるが、上層部から与えられた任務や指示を黙々とこなしていく。
司令部
声 - 根岸朗
『マーズ』に登場。主人公とハッターの上官。通信を通じて淡々と指示を出し続ける。物語の後半からはリリンが扮する女性オペレーターと入れ替わって唐突に登場しなくなるが、その事情は説明されない。
チーフ
声 - 谷昌樹
『第3次スーパーロボット大戦α 終焉の銀河へ』『スーパーロボット大戦K』に登場するオリジナルキャラクター。乗機はテムジン747J。『マーズ』における主人公の立ち位置にいる人物だが、当初からリリン・プラジナーを知っているなどの相違点が存在する。
寡黙だが、良くも悪くもMARZの使命とリリン・プラジナーに忠実な人物。自らの素性はこの職務についた時点ですでに棄てているため、名前は「必要ない」「忘れた」とのこと。「チーフ」という名前は『第3次α』でプレイヤー部隊の「αナンバーズ」に所属する際に、他のキャラクターから「どう呼べばよいかわからない」という苦情が出たために、便宜上自分で指定した呼び名であり本名ではない。
劇中で「MARZ戦闘教義指導要綱」なるものを発するが、これはスーパーロボット大戦内でのオリジナル設定である。
MARZの最高傑作であるテムジン747Jの操縦者である事に強いプライドを持っている節があり、地球圏最強と謳われる『白騎士』クリアリア・バイアステンとの対決ではMARZ最強のテムジン747Jの性能を誇示してみせる。

## その他の組織
所属不明、あるいは複数の組織に所属する人物。
イッシー・ハッター軍曹
声 - 光吉猛修
複数の作品に登場し、様々な組織を渡り歩く歴戦のVRパイロット。直情的な熱血漢で、近接戦闘に並々ならぬこだわりを持つ。設定上は、その名前はDNAに所属していた当時の「Issy/H-AT/R_sgt」という登録コードを音読した通称であると設定されており、階級を含めるのが正式な呼称となる。作中ではVRに搭乗して登場することが多いが、生身の姿は「浅黒い肌をした痩身の」男性であると描写されている。
小説『One-Man Rescue』では、DNA所属の10/80パイロットとしてサンド・サイズ戦役に参加、圧倒的な性能差のある第2世代アファームドを近接戦闘で撃破した実績を買われ、S.H.B.V.D.にヘッドハンティングされる。前任のパイロットが戦死したり負傷したりしていて空席となっていたライデン205号機（元エルデン・リットー機）に搭乗し、近接戦闘用の斧と盾と装備して戦闘に参加するが、戦闘中に機体を撃破されて重傷を負う。この時点から生身での姿が目撃されなくなったとされ、後の『マーズ』の時点では、サイボーグ化されてバーチャロイドと一体化したのではないかという真偽の定かではない噂が広まっていると設定されている。
『フォース』では専用機アファームドJ type C HCで登場し、国際戦争公司から派遣された教官として新兵訓練に携わる。ゲーム中ではバーチャロイドの基本操作をプレイヤーに説明する役割を与えられている。
『マーズ』では特務機関MARZの捜査官として登場。近接戦に特化した専用機アファームド・ザ・ハッターを駆り、ストーリーモードの主要登場人物として活躍する。任務の途中でダイモンに与する勢力に囚われていたところを主人公に救われ、主人公に恩義を感じて僚機として戦い続けるが、物語半ばでMARZ上層部の姿勢に反感を抱くようになりMARZを離反、後に機体のカラーリングを塗り替えて敵として登場する。ただし物語の終盤である条件を満たすと、かつて一命を救われた恩義と称し、ボスキャラクター相手に苦戦している主人公の加勢に現れる。
なおイッシー・ハッターという名前は、OMGの開発時にCPUの動きや、専らアファームドのテストプレイを担当していた開発スタッフの本名に由来しており、セガサターンマガジンに掲載されたジョーク記事「電脳戦機バーチャロン X OVER（仮）」にはモデル本人が登場している。また『マーズ』でハッター役を演じた光吉猛修は声優事務所に所属する声優ではなく、セガの社員（作曲家、S.S.T.BANDメンバー）である。
ブロンコ
ハッター軍曹のガールフレンドを自称する女性。ハッターの経歴、特にサイボーグ化の噂について追求しようとすると現れ、毎週デートしていることを根拠に否定するが、ハッター自身が一人二役を演じている疑惑を持たれている。

## 漫画『SCRAMBLING CONCERTO』の登場人物
ダン
ブレ少佐の隊に所属する少年。操縦の腕はあまり良くない。乗機のモニターから現れた謎の少女「フェイ・イェン」に導かれ、0プラントの遺跡に足を踏み入れる。
乗機はテムジン（第1世代）。
ブレ少佐
ダンが所属する隊の隊長。テムジンやベルグドルの隊を率いて「フェイ・イェン」を追う。
乗機は旧型のバイパー（バイパーI）。

## ゲーム『バーチャロン オラトリオ・タングラム』の登場キャラクター
タングラム
声 - 井上喜久子
リリン・プラジナーによって設計された巨大構造物。独自の意思を持ち女性的な人格を与えられている。
『オラトリオ・タングラム』ではラストボスとして登場する。ドリームキャスト版（Ver.5.45）では、ゲーム上で条件を満たすことで、タングラムがプレイヤーに語りかけてくるという内容のドリームキャスト版独自のエンディングが描かれる。アーケード版やXbox 360版ではタングラムとの対話は描かれず、ただ最終ステージで倒すのみの存在である。詳しい経緯は書籍作品『真実の璧』で描かれる。
『マーズ』ではダイモンによって囚われており、助けを求めている。ダイモンとの戦いの鍵を握る存在であり、同作でもダイモンに操られてラストボスとして登場する。
「バーチャロイドの一覧#タングラム」および「電脳戦機バーチャロンシリーズ#テクノロジー#時空因果律制御機構タングラム」も参照。

## ゲーム『バーチャロン マーズ』の登場キャラクター
ダイモン
声 - 若本規夫
限定戦争を陰から操る、MARZと敵対する存在。主人公らを「MARZの犬」と呼んで蔑み、高圧的な態度で自説を説きながら挑発し続ける。その正体は人間ではない。「電脳戦機バーチャロン#用語」も参照。

## プラモデル解説書の登場人物
インスペクターの少年 / 焔輝 / 蛍火
プラモデル「テムジン 747-FF ファイアフライ」の解説書に登場。ファイアフライの専属パイロット。インスペクターとは無数の可能性のある平行宇宙にある事象を見ることができる特殊能力者のこと。この能力とM.S.B.S.が連動することで、未来に起こる可能性のひとつに過ぎない自分自身の戦闘における勝利を現実のものとすることができる。ファイアフライの性能とこの能力によって破戒騎士の討伐を行う。
『とある魔術の電脳戦機』PS4初回限定版同梱の冊子『CHRONICLE20』収録の設定資料「Inside The Gate」によれば、彼は名を焔輝、コードネームを蛍火といい、リリン・プラジナーの従者として幼い頃から仕え、共に育った間柄であるとされる。
折鶴蘭
元はDNA所属のVOX Lee乗りで、対アジム作戦で使い捨ての囮として使われ重傷を負ったところをアンベルIV直々に救助され、フォースに転属するというシンデレラ・ストーリーを持つ。快活な性格とルックスの良さからフォース隊内では男女を問わない人気があり、その動静は士気に影響するほど。専用機「フェイ・イェン 萌葱白糸折鶴蘭」はそうしたファンによって彼女のプロポーションを再現したものとなっている。その際バストの再現に様々な試行錯誤があり、複数サイズのチェストシェル「ソーラクス」が試作された。第三世代型フェイ-イェンがバストサイズを変更できるのは「ソーラクス」が一般向けに商品化されたため。
ヴィルヘルム・ハイデマン
元はRNA所属の大尉で、アファームドT系列の機体に搭乗していたが、ガラヤカとの交戦で乗機を撃破される。その後ガラヤカで構成された部隊に拉致されて見習い三等兵の地位を与えられ、大勢の幼児に混じってお遊戯のような訓練に勤しむことになる。

## ドラマCDの登場人物
タク / ノブ
声 - 岩田光央 / 上田祐司
『CyberNet Rhapsody』『COUNTERPOINT 009A』に登場。
電脳歴の世界の住人ではなく、20世紀末の日本人。タクはアファームド、ノブはドルカスを愛機にしておりゲームセンターで新筐体とされるバーチャロンをプレイ中に時空の歪みに巻き込まれ、電脳歴の世界に迷い込む。
その後、オリジナルフェイ・イェン(ファイユーブ)が赤澤徹、毒島三郎(この時は敵A、敵Bとして扱われている)率いるベルグドル小隊に襲われている所に遭遇して共に逃亡する羽目になり、最終的にフェイ・イェン諸共現実世界に帰還する。

## とある魔術の電脳戦機の登場人物
富良科 凛鈴（ふらしな りりん）
声 - 樋口智恵子
『とある魔術の禁書目録』シリーズにおけるリリン・プラジナーに相当する人物で、学園都市そのものを擬人化した存在。タングラムにアクセスするための鍵「セカンド・プラジナー」として付け狙われる。
ブルーストーカー
とある世界の住人ではなく元は電脳歴の世界の住人。その正体はDr.アイザーマンによってタングラム探索のため特別仕様のサイファー2000と共に作られた「ストーカー」と呼ばれる生体メンタルモジュール。6体がC.I.S.へタングラム探索用のため放たれたが、その内の1体がタングラムによって平行世界の一つである『とある - 』シリーズの世界へ転送され転生したものである。元の世界へ帰るために学園都市にて対戦ゲーム「バーチャロン」を流行らせその裏で暗躍する。

## バーチャロイド
作中には人格を持ったバーチャロイドも登場し、フェイ-イェンのオリジナルであるファイユーヴは複数の作品に主要な登場人物として登場している。